# 劉蔭椿
劉蔭椿（？—？），字子年，天津静海人。清朝政治人物、進士出身。
同治十二年（1873年）癸酉科拔贡，光绪二年（1876年）丙子科举人，光緒十五年（1889年）己丑科进士，赐进士出身，同年五月，著交吏部掣签，分发各省以知县即用。自请就学官，初选锦州府儒学教授，历任顺德府、保定府教授，钦加同知衔，诰授奉政大夫。
劉蔭椿以诗见长，著有《鸿爪春秋》诗稿。